# Saturnino Osorio
Saturnino Osorio (ur. 6 stycznia 1945, zm. 1980) – salwadorski piłkarz, reprezentant kraju grający na pozycji obrońcy. 

## Kariera klubowa
Saturnino Osorio podczas kariery piłkarskiej występował w klubie Águila San Miguel.

## Kariera reprezentacyjna
Saturnino Osorio grał w reprezentacji Salwadoru w latach sześćdziesiątych i siedemdziesiątych. W 1969 roku uczestniczył w eliminacjach Mistrzostw Świata 1970. W 1970 roku uczestniczył w Mistrzostw Świata 1970. Na Mundialu w Meksyku wystąpił we wszystkich trzech spotkaniach ZSRR, Meksykiem i Belgią.